# Martin Chuzzlewit
Martin Chuzzlewit (The Life and Adventures of Martin Chuzzlewit) è un romanzo pubblicato a fascicoli mensili (come quasi tutte le sue opere) tra il gennaio 1843 e il luglio 1844 dall'autore inglese Charles Dickens.

## Capitoli e pubblicazione
Il libro è diviso in 54 capitoli (ognuno con un titolo che riassume brevemente e in modo più o meno preciso il suo contenuto), più una prefazione dell'autore lunga circa due facciate; nell'edizione italiana Adelphi sono inoltre presenti 38 illustrazioni dell'edizione originale di Chapman & Hall di Londra, realizzate da Phiz, uno dei più importanti disegnatori delle opere di Dickens.
Martin Chuzzlewit fu pubblicato in 19 puntate mensili, ciascuna dal costo di uno scellino e composte di 32 pagine di testo e illustrazioni d Phiz. L'ultima puntata ebbe lunghezza doppia.
Il ritmo di pubblicazione è stato il seguente:
| Numero | Data           | Capitoli |
| ------ | -------------- | -------- |
| I      | gennaio 1843   | 1-3      |
| II     | febbraio 1843  | 4-5      |
| III    | marzo 1843     | 6-8      |
| IV     | aprile 1843    | 9-10     |
| V      | maggio 1843    | 11-12    |
| VI     | giugno 1843    | 13-15    |
| VII    | luglio 1843    | 16-17    |
| VIII   | agosto 1843    | 18-20    |
| IX     | settembre 1843 | 21-23    |
| X      | ottobre 1843   | 24-26    |
| XI     | novembre 1843  | 27-29    |
| XII    | dicembre 1843  | 30-32    |
| XIII   | gennaio 1844   | 33-35    |
| XIV    | febbraio 1844  | 36-38    |
| XV     | marzo 1844     | 39-41    |
| XVI    | aprile 1844    | 42-44    |
| XVII   | maggio 1844    | 45-47    |
| XVIII  | giugno 1844    | 48-50    |
| XIX-XX | luglio 1844    | 51-54    |

I primi numeri non ebbero successo come le precedenti opere di Dickens ed ebbero una tiratura di una ventina di migliaia di copie ciascuna (invece delle quaranta-cinquantamila che ebbero Il circolo Pickwick e Nicholas Nickleby e delle sessanta-settantamila di Barnaby Rudge e La bottega dell'antiquario), per cui ci fu una rottura tra Dickens e i suoi editori Chapman e Hall, i quali, appellandosi ad una clausola del contratto, costrinsero l'autore a rimborsare loro il denaro speso. Per rimediare al calo di vendite Dickens cambiò il titolo del suo libro in "America" quando non aveva ancora terminato la stesura del romanzo, il che gli permise di parlare anche del suo viaggio negli Stati Uniti d'America, dal quale era rimasto deluso in quanto sperava di vedervi attuati i suoi ideali di democrazia. A causa della sua feroce satira nei confronti di questo Stato alcuni fascicoli furono accolti con rabbia nel continente americano; alcuni lettori inviarono a Dickens lettere offensive.

L'opera è dedicata ad Angela Georgina Burdett-Coutts, un'amica dell'autore.

## Trama

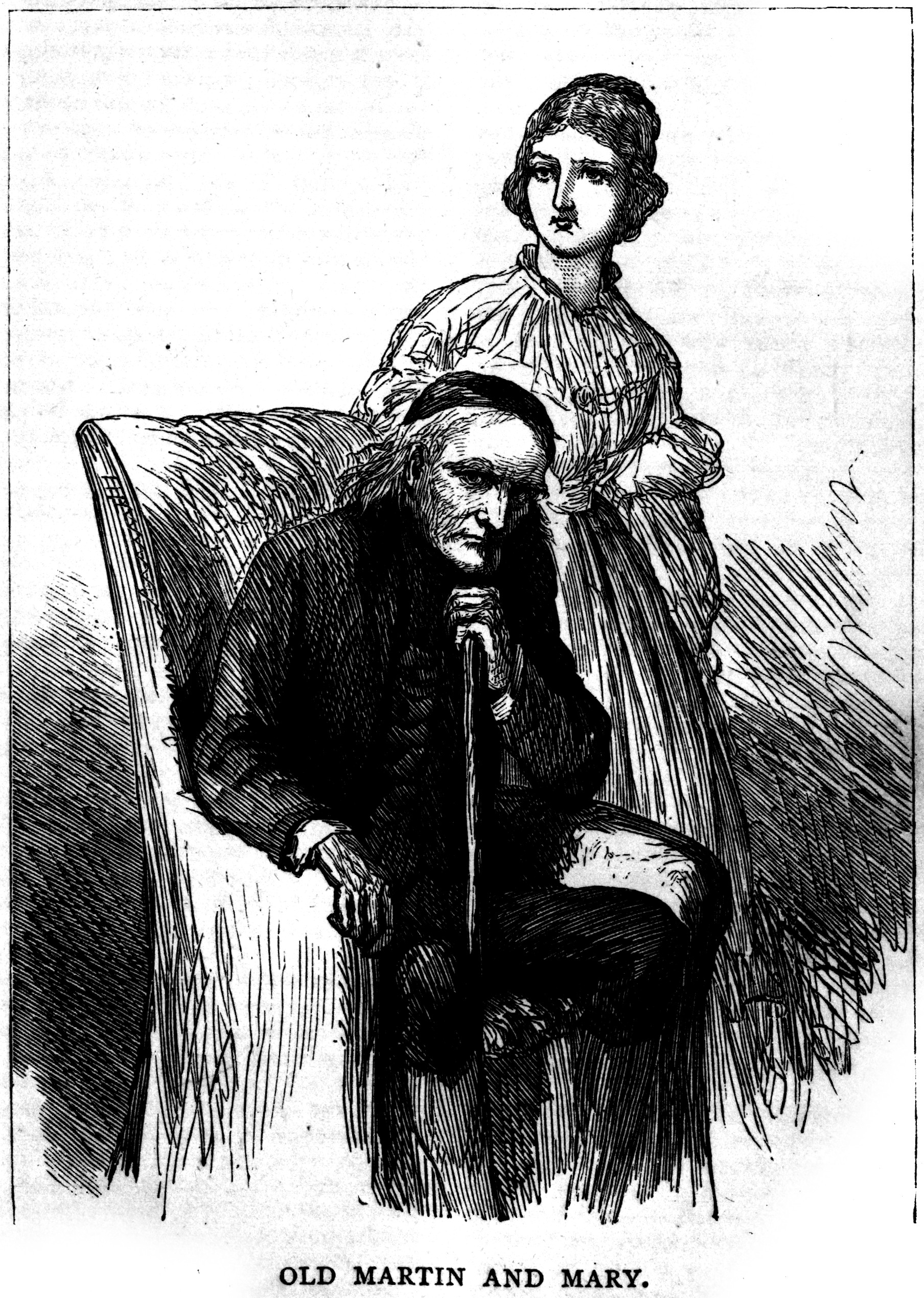
Martin Chuzzlewit senior e Mary nell'illustrazione di S. Eytinge e Jr. Bostonper l'edizione Ticknor e Fields del 1867

Il vecchio Martin Chuzzlewit, uomo ricchissimo e molto vecchio, è convinto che i suoi parenti lo trattino bene unicamente per ricevere una parte dell'immensa eredità che lascerà dopo la sua morte; decide così di allevare un'orfana, Mary, che si deve prendere cura di lui: infatti ella, a differenza dei suoi parenti, non lo vuole morto poiché se egli dovesse decedere si troverebbe sbalzata sulla strada, senza nessuno su cui contare. Tuttavia, Martin Chuzzlewit junior, il nipote dell'anziano signore nonché suo erede s'innamora di lei e ha intenzione di sposarla, il che rovinerebbe i piani di Chuzzlewit senior, in quanto se il matrimonio avesse luogo ella non perderebbe il disinteressamento, e così, dato che il giovane non vuole affatto rinunciare ai suoi propositi, lo disereda e lo scaccia di casa. Egli decide dunque di diventare apprendista e alloggiare presso Seth 

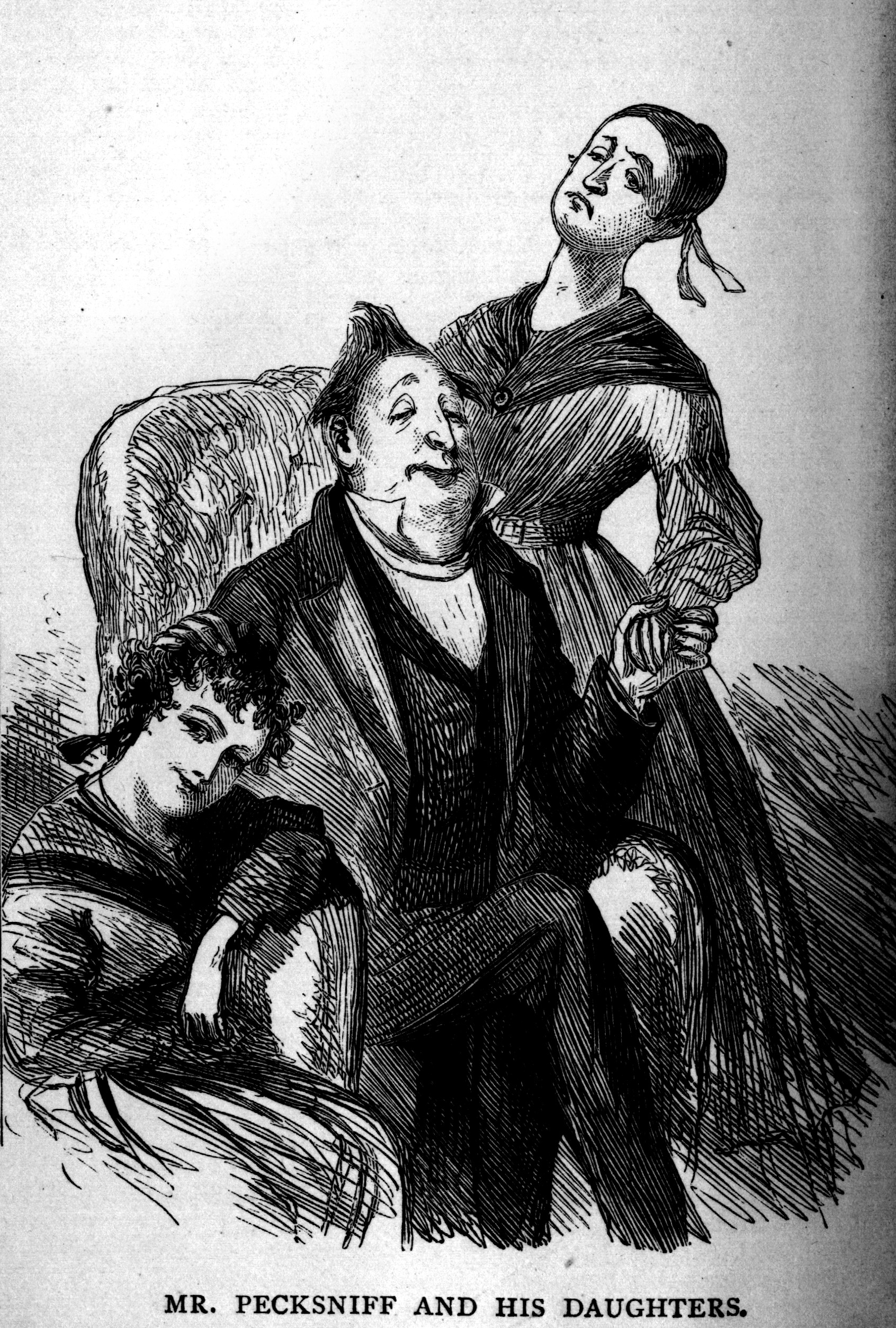
Mr. Pecksniff in compagnia delle sue figlie in un'incisione di S. Eytinge e Jr. Bostonpe

Pecksniff, che ufficialmente insegna architettura ma che in realtà è un ipocrita che bistratta i suoi apprendisti e si appropria delle loro creazioni (cosa che farà, in seguito, anche con un progetto di Martin), nonostante abbia l'aspetto di una persona equa e generosa e dal comportamento molto professionale e attento all'etica; come se non bastasse, egli, che è un lontano parente di Martin Chuzzlewit senior, accoglie Martin junior con il fine recondito di avvicinarsi al vecchio, pensando che questi gradisca l'accoglienza riservata al ragazzo. Pecksniff ha due figlie, Merry ("Misericordia") e Cherry ("Carità"), non molto dissimili da lui, e un dolce, buono e gentile dipendente che si diletta suonando l'organo in una chiesa vicina, Thomas (Tom) Pinch, che si dedica a lui con grande solerzia poiché, a causa della sua ingenuità, lo ritiene un grand'uomo e si prodiga a difendere la sua reputazione ogni volta che Martin, nelle discussioni con lui, ne parla male; nonostante questi piccoli diverbi i due stringono una grande amicizia. Anche il precedente allievo di Pecksniff, Mr. Westlock, capendo le virtù di Pinch, che nonostante sia sottopagato crede che servire Seth sia un onore e di essere quindi in debito con lui, se ne va in 

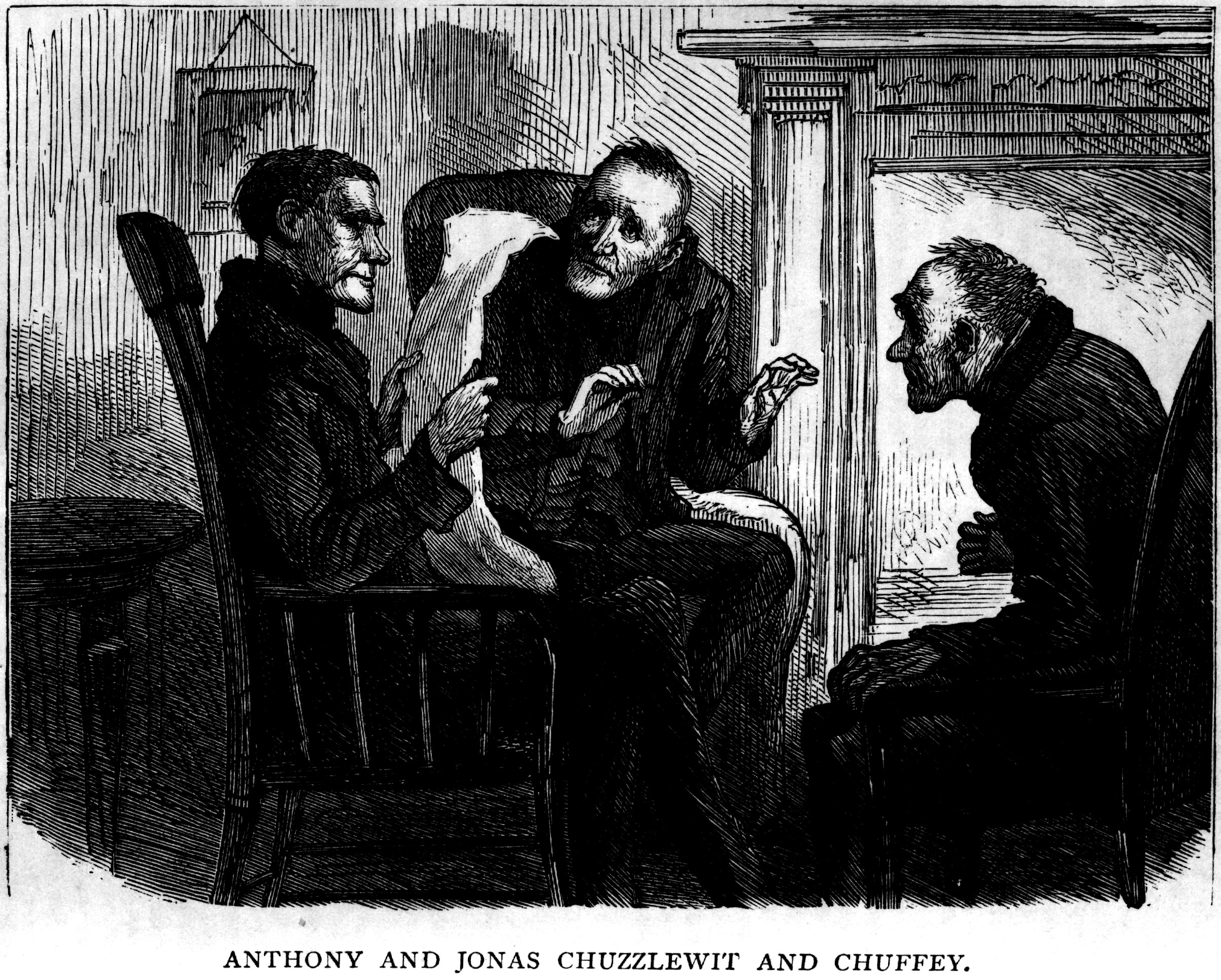
Anthony e Jonas Chuzzlewit col loro servitore e contabile Chuffey in un disegno dei precedenti illustratori

una serata di pioggia. Apprendendo la nuova sistemazione del nipote, il vecchio Chuzzlewit si trasferisce da Pecksniff assieme alla sua governante, della quale Tom si innamora, cosa che non rivela a nessuno a causa della sua timidezza; durante la sua permanenza da Seth, l'anziano signore sembra scendere lentamente ma inesorabilmente sotto il suo controllo e 

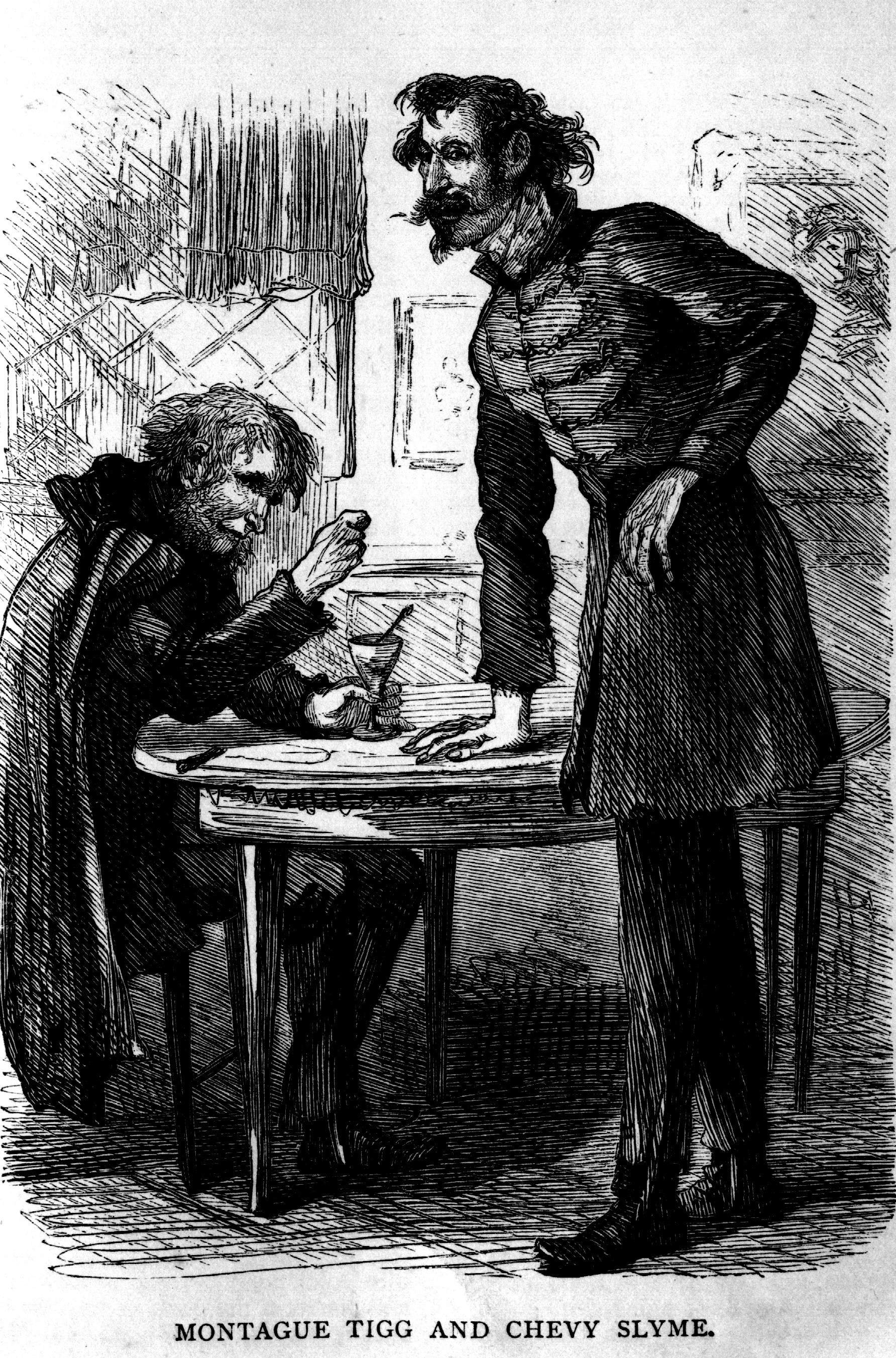
Montague Tigg e Chevy Slime

inizia a mostrarsi sempre più favorevole nei suoi confronti, tant'è che pare che l'eredità debba spettare a lui.

Intanto, Cherry si avvicina al matrimonio con un altro parente, Jonas Chuzzlewit, che vive col padre Anthony, col quale è in affari; nonostante la loro condizione economica non sia delle peggiori, entrambi sono avarissimi e si scontrano di frequente fra di loro; inoltre, un giorno il padre muore in circostanze assai sospette, lasciando adito a dubbi circa la probità del figlio, che da tempo aspetta solo il suo decesso per mettere le mani sul suo patrimonio. Cherry viene brutalmente sostituita da Merry come fidanzata di Jonas, la quale fa sentire il suo potere sul compagno maltrattandolo di continuo; 

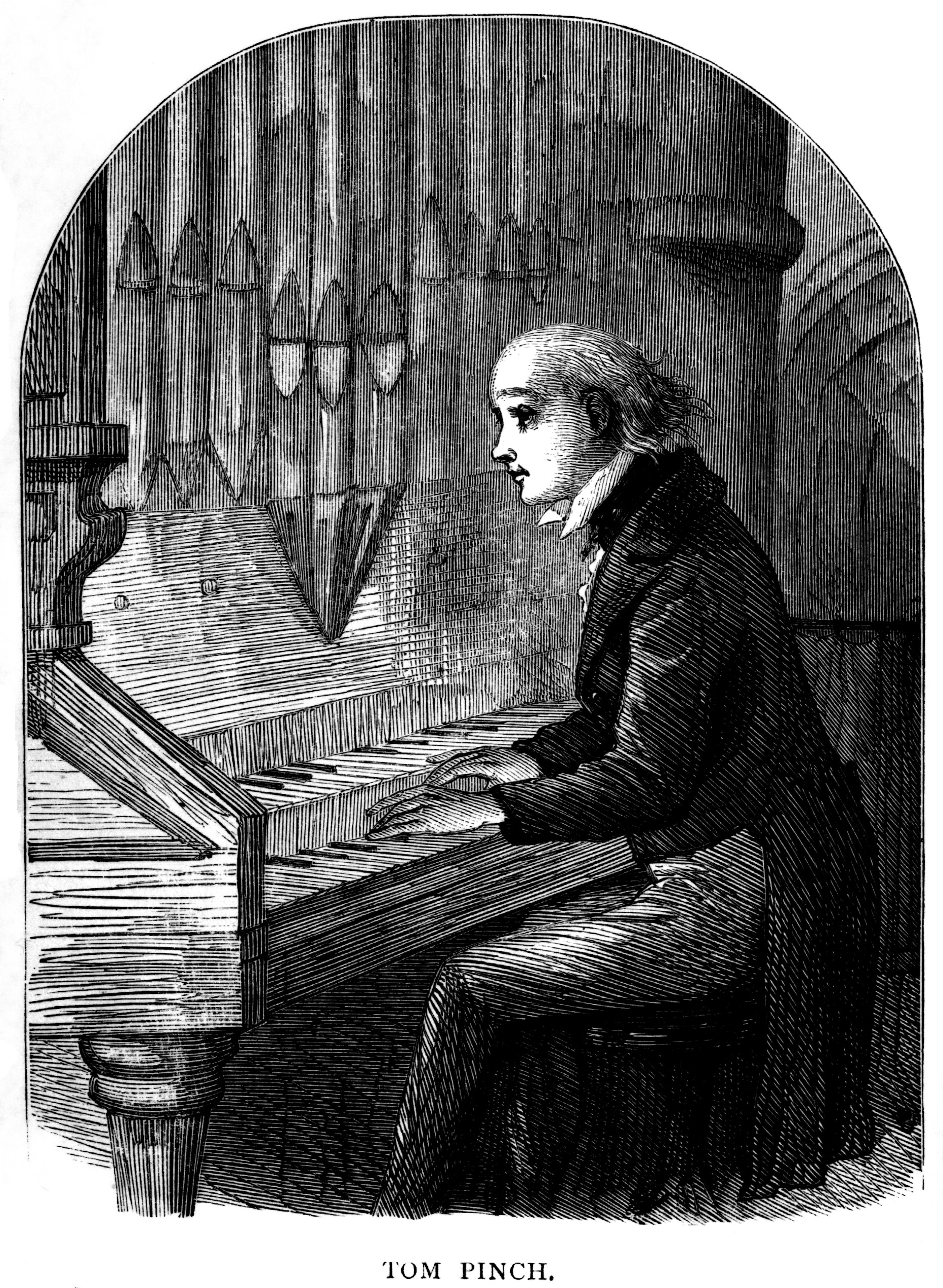
Thomas Pinch suona l'organo

egli subisce mormorando che un giorno avrà la sua vendetta, il che accade quando, a sposalizio avvenuto, Jonas si mostra estremamente crudele nei suoi confronti, cambiando il carattere frivolo e capriccioso della ragazza in serio, sottomesso e perfino più buono. Come il padre ignora o finge di ignorare tutto ciò, la sorella non sembra mostrarle una grande compassione, anche perché gelosa di lei.

Intanto, Jonas rimane impigliato nelle reti di Montague Tigg, un uomo astutissimo e senza scrupoli che ha organizzato una ditta di assicurazioni-truffe assieme a Chevy Slyme: l'aspetto rispettabile del suo ufficio e dell'edificio in cui lavora, nonché l'aspetto rigido e imponente del maggiordomo, sono sufficienti a dare fiducia in lui ai suoi clienti.

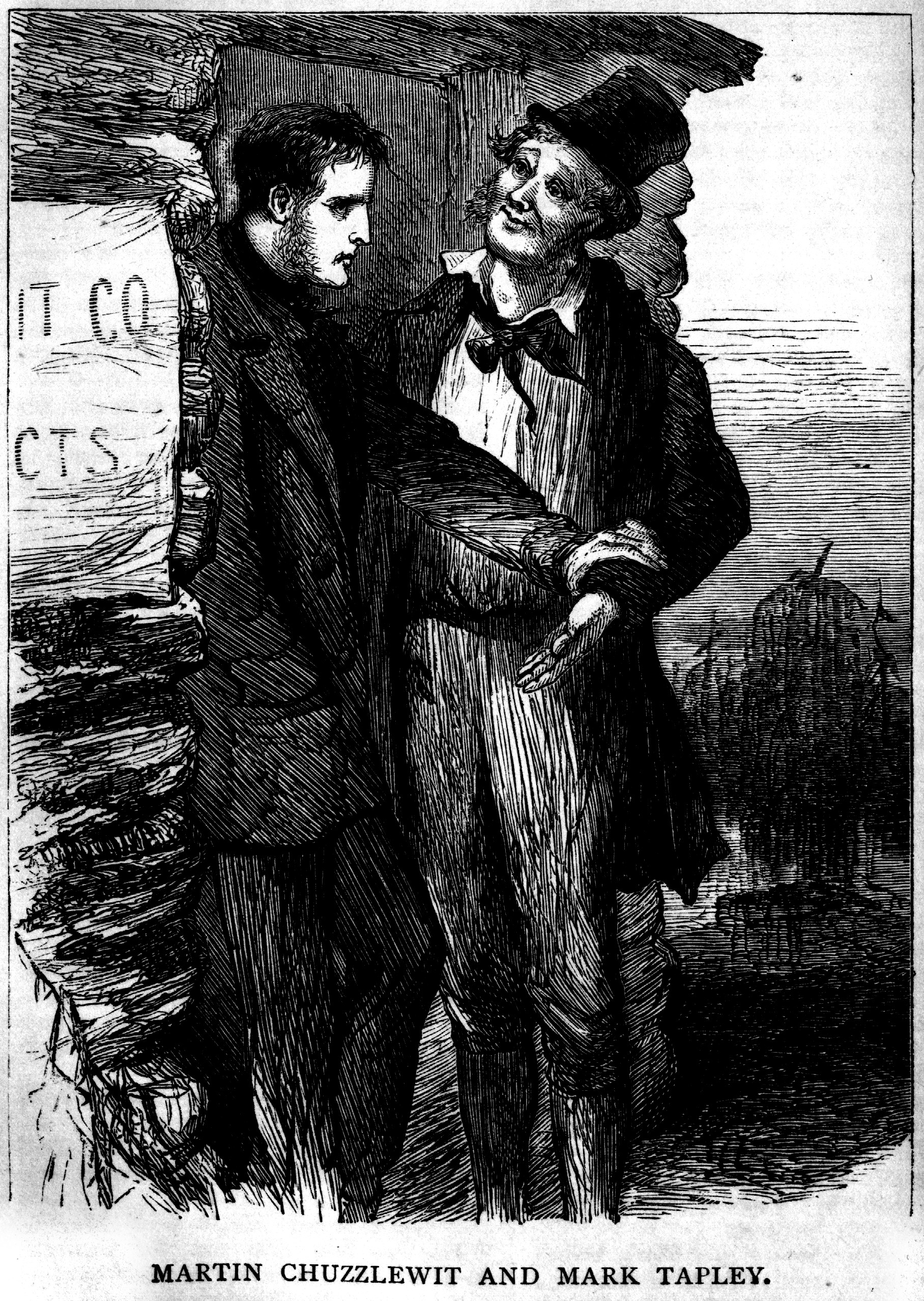
Martin Chuzzlelwit e Mark Tapley

Mr. Pinch sente per una casualità un discorso di Mr. Pecksniff in cui egli dichiara le sue intenzioni; compresa la malvagità dell'uomo che ha da sempre riverito, si reca a Londra per cercare lavoro. In questa città fa licenziare sua sorella, Ruth, governante in una casa di ricchi, perché viene continuamente maltrattata. I due si trasferiscono in una piacevole abitazione, che Ruth arreda con buon gusto, e Tom trova un lavoro: deve riordinare e catalogare i libri di un misterioso uomo, Mr. Figs; inoltre a Londra incontra nuovamente Mr. Westlock, che presenta alla sorella.

Nel frattempo Martin Chuzzlewit junior conosce Mark Tapley, un giovane sempre di ottimo umore che riesce a vedere in tutto un lato positivo; avendo deciso di mettere alla prova la sua allegria, decide di imbarcarsi per l'America assieme all'amico come suo dipendente non pagato, per constatare se riuscirà anche in questo caso a mantenersi felice; superato il difficile e lungo viaggio, durante il quale Mark si adopera a favore dei passeggeri più in difficoltà, i due giungono negli Stati Uniti, dove constatano la generale bassezza, superficialità e venalità del popolo 

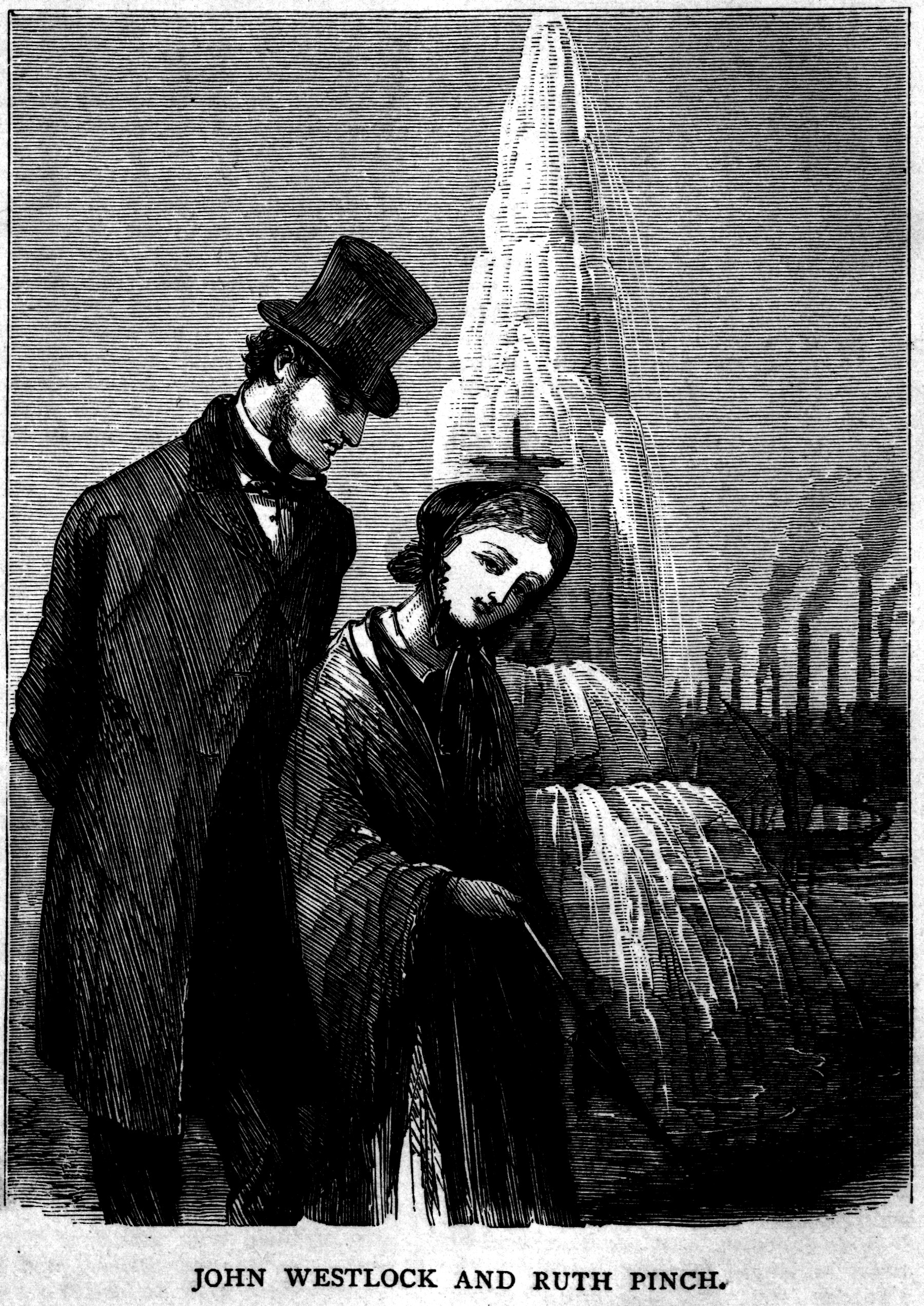
Westlock e Ruth Pinch

americano. Inoltre, un disonesto venditore di terreni rifila loro un lotto, chiamato "Eden", presentandolo appunto come un vero e proprio paradiso, mentre in realtà è una zona squallida, affatto fertile e assolutamente priva di alcuna risorsa, quindi praticamente inabitabile, tant'è che i loro vicini sarebbero in gran parte fuggiti se avessero avuto il denaro necessario; ciononostante, i due decidono di abitarvi, ma presto Martin viene quasi ucciso dalla malaria; viene salvato solo dall'abilità e dalla premura del compagno. Guarito Chuzzlewit, i due riescono a racimolare il necessario per tornare in Inghilterra, dove Martin si presenta al nonno e gli chiede perdono; tuttavia, questi pare ormai sotto il totale controllo di Pecksniff, che dunque lo accoglie freddamente con grande gioia del suo "consigliere".

Tuttavia, Seth rimane a sua volta intrappolato negli affari di Montague Tigg, dal quale viene rovinato, da Jonas, che Tigg ha ricattato, avendo scoperto che egli avrebbe ucciso il padre. In seguito, Jonas uccide Tigg per impedirgli di rivelare tale informazione.
Nel frattempo Pinch apprende che il suo datore di lavoro è Martin Chuzzlewit senior, il quale fa a tutti un'importante rivelazione: avendo egli capito quanto può far male l'avidità (come è accaduto a Jonas) ha finto di cadere in balìa di Pecksniff, comprendendo in tal modo la sua ipocrisia e la bontà di Thomas; in tal modo, anche a causa di Tigg, Seth è completamente rovinato. L'anziano signore spiega inoltre al nipote che la sua ostilità nei confronti del suo matrimonio con Mary era dovuta unicamente al desiderio di "programmare" le loro esistenze al meglio, ma comprendendo l'assurdità di tale proposito si riappacifica con lui. Martin e Mary si sposano, con grande gioia di tutti, Mr. Pinch compreso, poiché egli è talmente buono che non svela a nessuno il suo amore per lei e partecipa alla loro gioia. Anche Westlock e Ruth si uniscono in matrimonio, perché innamorati da tempo, e in generale ogni personaggio "positivo" ottiene ciò che desiderava.

Infine, si scopre dell'omicidio di Montague da parte di Jonas grazie alle investigazioni del proprietario dell'abitazione di Tom, un individuo misterioso di nome Nadgett, e si apprende che in realtà Anthony non è morto per il veleno del figlio, ma, come dichiara Mr. Chuffley, loro vecchissimo servitore da lunghissimi anni che si credeva completamente rimbecillito, Anthony è morto di crepacuore per aver scoperto l'intenzione del figlio di ammazzarlo.

## I personaggi

### Personaggi principali
Seth Pecksniffufficialmente insegna architettura agli allievi che ospita, mentre in realtà li maltratta e sfrutta i loro disegni. Per cercare di accaparrarsi la sua eredità ospita Martin Chuzzlewit senior, ma il suo piano fallisce ed egli, coinvolto fra l'altro in un affare–truffa, si ritrova economicamente in rovina.
Martin Chuzzlewit seniorè un ricco vecchio che, per verificare gli effetti che il denaro può avere sui suoi futuri eredi, finge di cadere sotto il controllo mentale del più ipocrita di essi, Pecksniff, svelando infine la sua meschinità.

### Personaggi secondari

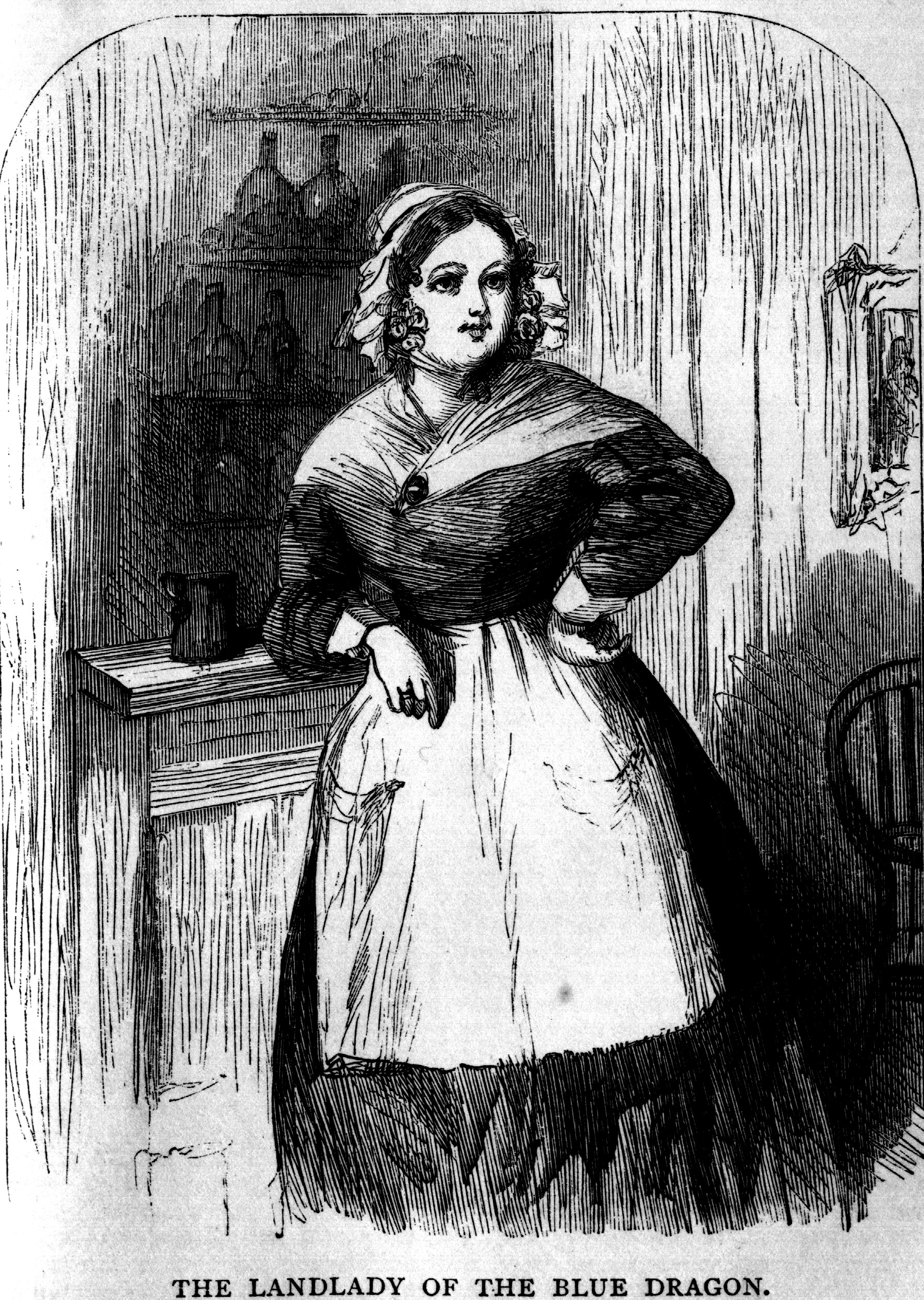
La proprietaria del "Blue Dragon"

Martin Chuzzlewit junior: nipote dell'omonimo nonno, è innamorato della sua governante, Mary, ma il nonno non è favorevole al loro matrimonio, che tuttavia si tiene col suo consenso alla fine del libro. È amico di Mark Tapley, col quale viaggia e soggiorna in America.
Mark Tapleyè un giovane che, per sperimentare la sua allegria, smette di lavorare presso la locanda "Blue Dragon" (in italiano "Dragone Blu") e si trasferisce momentaneamente negli Stati Uniti assieme a Martin junior; effettivamente, qua può affermare di averla messa a dura prova.
Maryorfana, dipendente di Chuzzlewit senior, che l'ha allevata per il suo disinteresse al denaro, poiché se egli morisse lei si ritroverebbe per strada, sposa Martin junior.

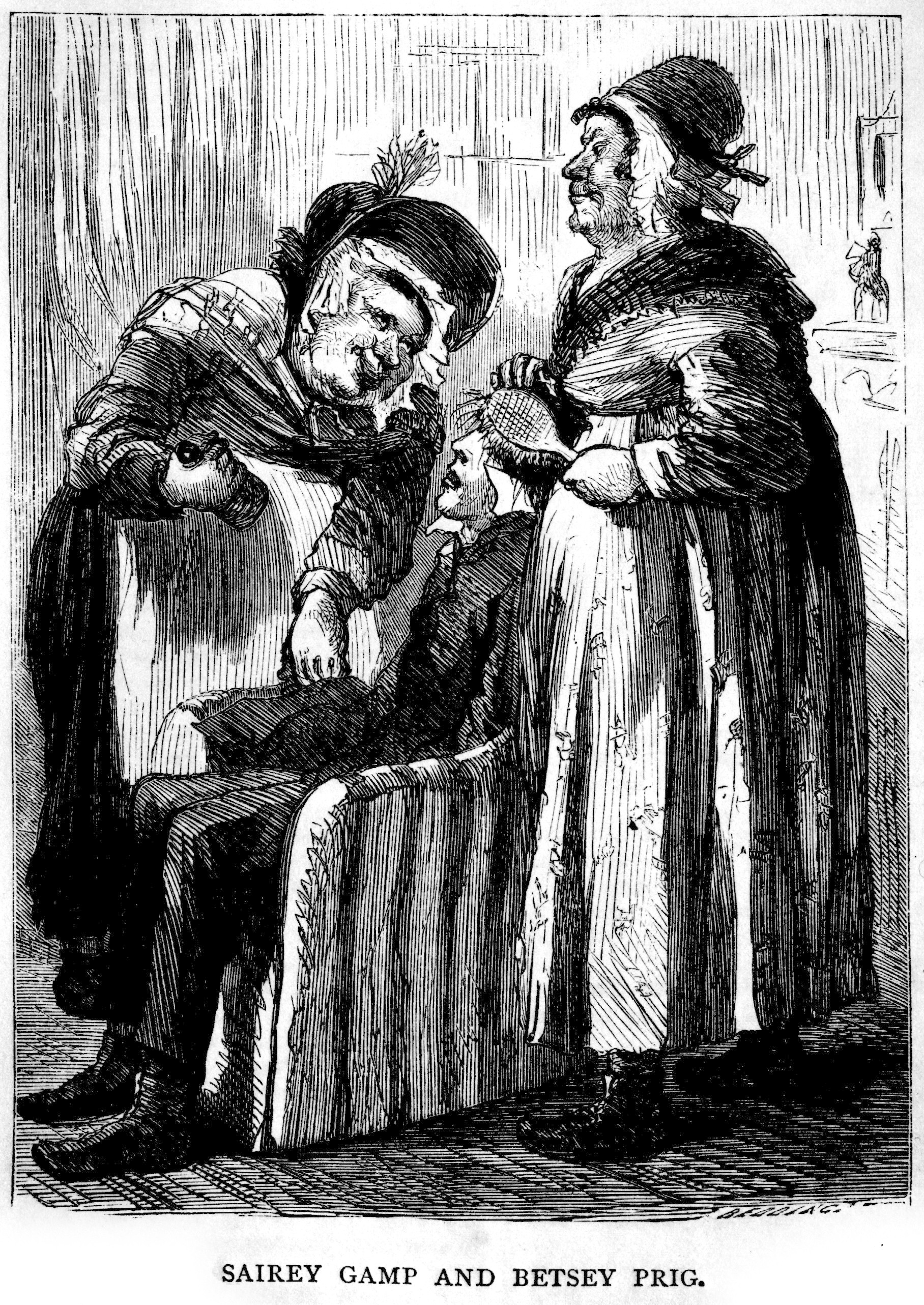
Sairey Gamp ha compagnia

Thomas "Tom" Pinch: giovane di carattere dolce e buono, era assistente di Pecksniff, che ammira ingenuamente fino al momento in cui non sente per caso un discorso che testimonia la sua ipocrisia. Decide così di recarsi a Londra, dove lavora per un misterioso uomo che si rivelerà Martin Chuzzlewit senior. Innamorato di Mary, per non rischiare di ostacolare il suo amore per Chuzzlewit junior. È un inquilino di Mr. Nadgett.
Ruth Pinchsorella di Tom, ha un carattere simile al suo. Maltrattata governante di ricchi, grazie al fratello si licenzia. Sposa John Westlock.
John Westlockex allievo di Pecksniff, ne capisce le malefatte e si licenzia. Aiuta Tom e Ruth a trovare casa a Londra e sposa la seconda.
Cherry e Merry(in italiano rispettivamente "Carità" e "Misericordia", nomi assegnati ironicamente) sono le figlie di Pecksniff. Entrambe simili al padre, la più giovane, Merry, sposa Jonas Chuzzlewit, ma durante il fidanzamento abusa della sua pazienza; così egli la maltratta e la sottomette, modificandole notevolmente il carattere, il che non sembra infastidire la gelosa sorella. Nella locanda della signora Todgers Merry incontra Mr. Moddle, un uomo che la vuole sposare ma il matrimonio con il quale viene rimandato.

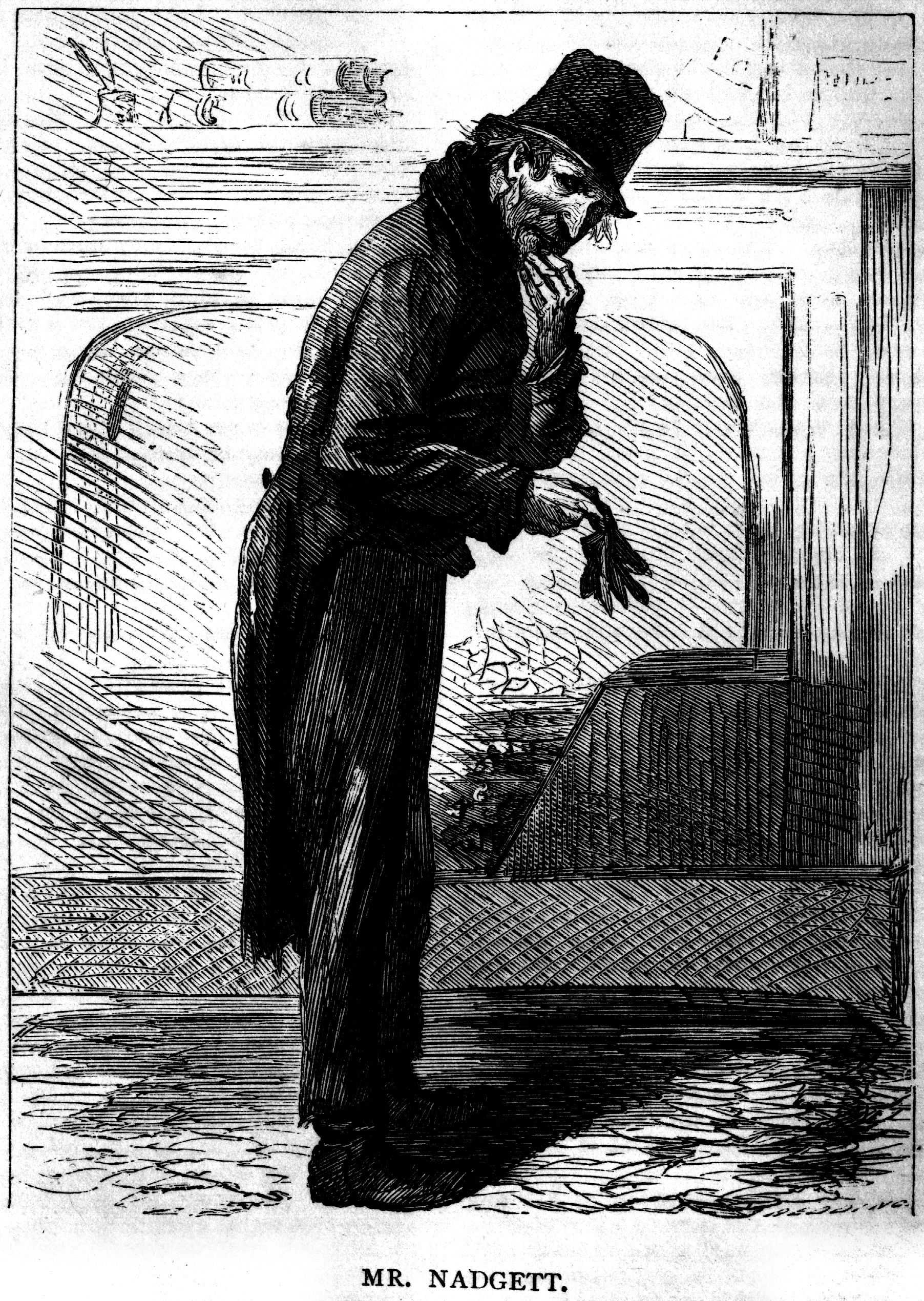
Mr. Nadgett

Jonas Chuzzlewit: avaro figlio dell'avaro Anthony, col quale si scontra spesso, vuole ammazzare il padre, suo socio in affari, per riceverne l'eredità; ricattato da Montague Tigg, entra a far parte della sua ditta di assicurazione-truffa e alla fine lo uccide. Entrambi i misfatti vengono scoperti grazie a Mr. Nadgett.
Anthony Chuzzlewitcome racconta il suo contabile Chuffey, quando scopre che suo figlio e socio lo vuole deceduto muore di crepacuore.
Montague Tigg e Chevy Slimedue furfanti che coinvolgono nella loro ditta assicuratrice-truffa anche Pecksniff e Jonas Chuzzlewit, mandandoli in rovina; Tigg viene ucciso da Jonas.
Sarah "Sairey" Gampostetrica alcolizzata, infermiera ed esperta di pompe funebri, viene introdotta nel romanzo per la morte di Anthony Chuzzlewit. Approfitta dell'ospitalità dei familiari delle persone che seppellisce e spende gran parte dei suoi guadagni in alcool. Parla spesso con la signora Harris, con la quale beve il tè e che è in realtà un personaggio immaginario e il suo alter ego.

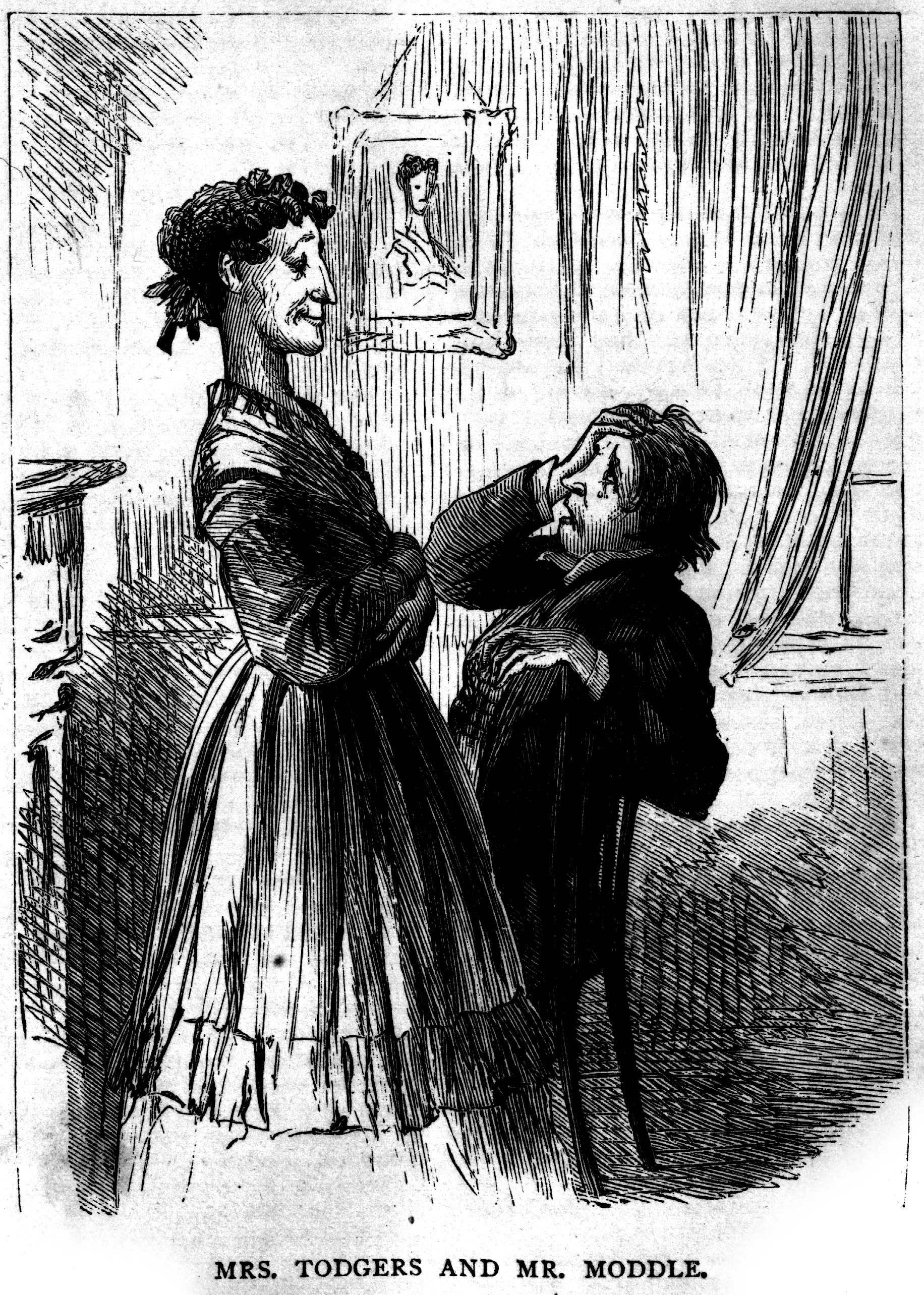
La signora Todgers in compagnia di Mr. Moddle

Mr. Nadgett: misterioso individuo nonché proprietario dell'abitazione di Tom Pinch a cui si deve la scoperta degli oscuri omicidi di Jonas Chuzzlewit.
Mr. Chuffeyvecchio, silenzioso domestico e contabile di Anthony e Jonas Chuzzlewit che si credeva completamente incapace di comprendere altro che numeri a causa dell'età; invece, a lui si deve il chiarimento delle circostanze della morte di Anthony.
Mrs. Lupin, proprietaria del "Blue Dragon"di lei non si sa quasi niente, tranne che era la datrice di lavoro di Mark Tapley, che è una brava persona e che ha ospitato Martin Chuzzlewit senior e Mary.
Mrs. Todgersproprietaria di una locanda londinese dove alloggiano temporaneamente le sue amiche Merry e Cherry e dove la prima incontra Mr. Moddle, un uomo che la vuole sposare ma il matrimonio con il quale viene rimandato.
Mr. Moddlemalinconico uomo innamorato di Merry, le nozze con la quale vengono però rimandate.

## La satira degli Stati Uniti
Il romanzo contiene numerosi attacchi nei confronti degli Stati Uniti, il viaggio nel quale Paese deluse notevolmente Dickens: gli Americani sono visti come truffatori, ipocriti, venali e superbi. La stampa è vista come bugiarda e piena di "errori" dovuti alle pessime intenzioni di redattori e giornalisti e a Mark Tapley e Martin Chuzzlewit junior viene rifilato un terreno di nome "Eden", che in realtà è infestato dalla malaria. La Repubblica è descritta come "mutilata e zoppa, piena di piaghe e ulcere, falsa illusione per ciò che riguarda gli occhi e quasi senza speranza per il senso, al punto che i suoi che i suoi migliori "amici" girano la testa da questa ripugnante creatura con disgusto". L'autore attacca anche l'istituzione della schiavitù in America, con le seguenti parole: "così le stelle ammiccano alle sanguinose strisce e la Libertà si cala il suo berretto sugli occhi."

### Il post scriptum del 1868
Nonostante ciò, Dickens specifica nel post scriptum del maggio 1868 che in occasione del pranzo offerto in suo onore il giorno sabato 18 aprile del 1868, avvenuto a New York e organizzato da duecento rappresentanti di tale Stato egli ritirò le accuse mosse agli Americani. Egli sostiene poi di aver notato dei grandi cambiamenti morali, materiali, urbani, di sensibilità nei confronti delle città antiche, di distribuzione delle terre e della stampa, che scusa per eventuali gravi inesattezze che ha riscontrato; inoltre, afferma di non stare scrivendo un altro libro polemico verso gli Americani, come alcuni sostenevano, e garantisce di stare riferendo in Inghilterra questi suoi pensieri.

## Curiosità
- Dickens aveva intenzione di scrivere sul frontespizio dell'edizione: "Scena: la vostra casa. Personaggi: voi stessi." ma se ne astenne perché riteneva che sarebbe stata una cosa "troppo vera" perché i lettori la sopportassero.[1]
- Il personaggio di Sairey Gamp, che porta sempre con sé un vecchio ombrello nero semidistrutto, fu così popolare che la parola "Gamp" è usata dallo slang per indicare un ombrello in generale.
- Il romanzo viene menzionato da Lisa Simpson nell'episodio de I Simpson intitolato "Brother, Can You Spare Two Dimes?"; ella lo cita come uno dei massimi capolavori della civiltà occidentale, ovvia definizione ironica data la relativa impopolarità del libro.
- Questo romanzo appare come protagonista nel romanzo Il caso Jane Eyre, di Jasper Fforde. In quest'opera, il manoscritto originale di Martin Chuzzlewit viene modificato dall'antagonista principale.

## Versioni cinematografiche
Il romanzo venne ridotto per lo schermo. Ne esistono anche delle riduzioni televisive.
- Martin Chuzzlewit, regia di Oscar Apfel e James Searle Dawley con George Lessey (1912)
- Martin Chuzzlewit, regia di Travers Vale e Oscar Apfel con Alan Hale (1914)

## Edizioni italiane
- Le avventure di Martino Chuzzlewit, 3 voll.,[2] trad. di Silvio Spaventa Filippi, Milano, Fratelli Treves, 1927.
- Vita e avventurea di Martin Chuzzlewit, 3 voll., trad. di Laura Marchiori, Collana BUR n.1959-1962, Milano, Rizzoli, 1963.
- Martin Chuzzlewit, trad. di Bruno Oddera, Collana Numeri rossi, con incisioni di Phiz, Milano, Adelphi, 1967; Collana gli Adelphi, 2007, ISBN 978-88-459-2214-5.
- Martin Chuzzlewit, trad. di Frida Ballini, Paoline, 1981.